# Dizionario etimologico
Il dizionario etimologico è un'opera in cui vengono raccolte ed elencate, generalmente in ordine alfabetico, una o più ipotesi sulla storia, l'origine o etimologia delle parole di una qualsiasi lingua umana. Esistono dizionari etimologici per molte lingue antiche e moderne, per molte altre lingue del mondo chiamate dialetti, per famiglie e macro famiglie di lingue, per i gerghi e per terminologie specifiche ed anche per alcune parole che taluni studiosi ritengono universali. Non tutti i dizionari etimologici incontrano l'approvazione generale dell'intero arco degli studiosi e i migliori sono quelli che riportano tutte le possibili ipotesi, scientificamente argomentate, illustrandole criticamente. Tra le ipotesi etimologiche più controverse si ricordano quelle di Giovanni Spano sul sardo (collegamento con la lingua punica), di Giovanni Semerano sulle basi semitiche delle lingue indoeuropee, infine la teoria della continuità (nata peraltro in ambito accademico) di Mario Alinei (che comprende, tra le altre cose, una parentela tra l'etrusco ed il turco).

## Dizionari etimologici di varie lingue: elenco

### Italiano

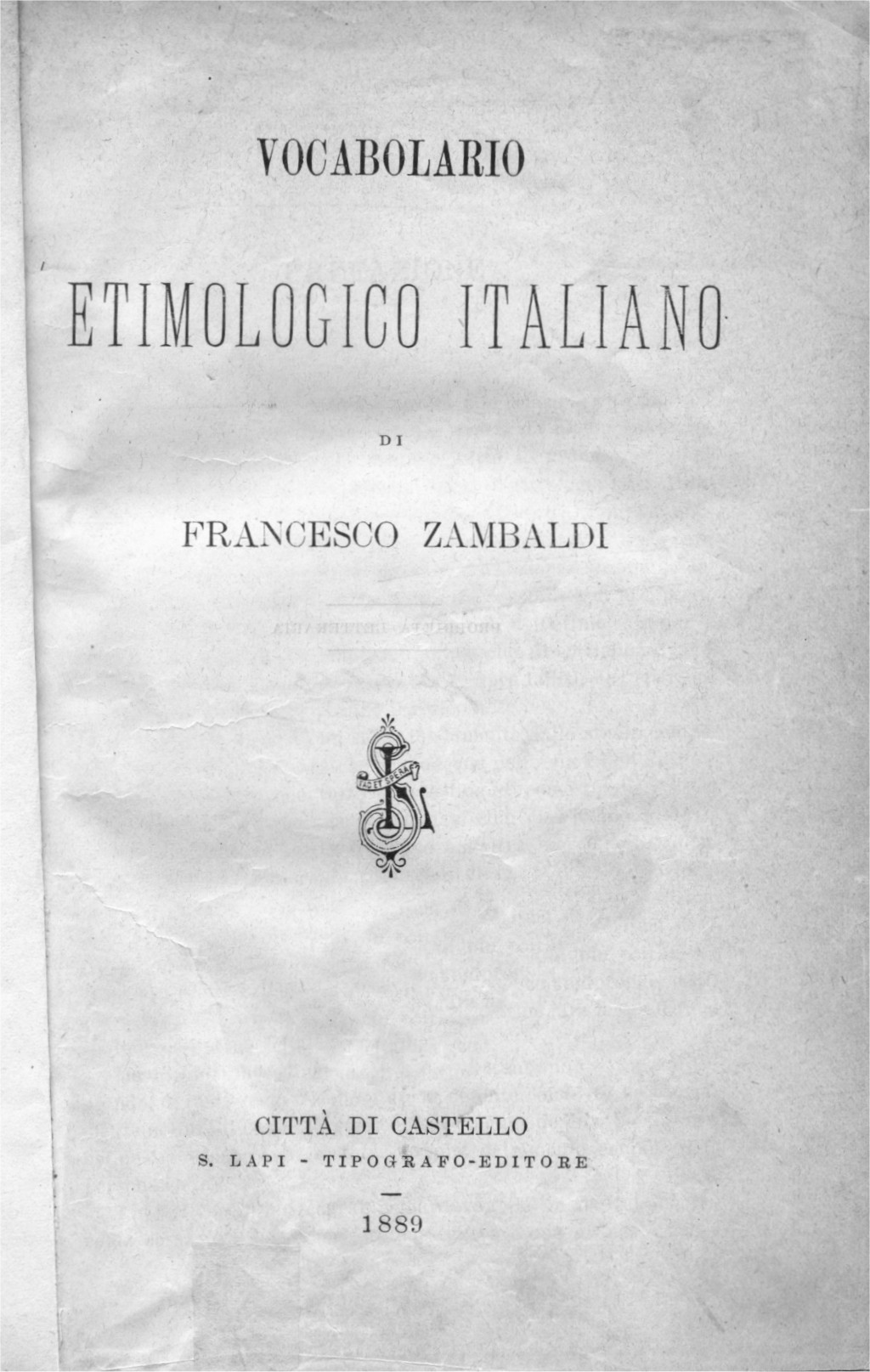
Frontespizio della prima edizione (1889) del Vocabolario etimologico italiano di Francesco Zambaldi

- Giovanni Battista Bolza

Vocabolario genetico-etimologico della lingua italiana, Vienna, I.R. Stamperia di Corte e di Stato, 1852.
- Francesco Zambaldi

Vocabolario etimologico italiano, Città di Castello, S. Lapi, 1889 (2ª ed. 1913).
- Ottorino Pianigiani

Vocabolario etimologico della lingua italiana, 2 voll., Roma, Società editrice Dante Alighieri di Albrighi, Segati e C.,1907.
Famoso dizionario etimologico italiano, compilato da un glottologo non di professione, fu seguito nel 1926 da un volume di Aggiunte, correzioni e variazioni (Firenze, Ariani). Fu poi ripubblicato insieme con le aggiunte in edizione postuma invariata a Milano da Sonzogno nel 1937 (e successivamente fino al 1946). Ristampe identiche in un volume senza le aggiunte: Napoli, Letizia, 1988; Genova, I Dioscuri, 1988; La Spezia, Melita, 1988 (1990 e 1991, con le aggiunte); S.l., Polaris, 1991 (e 1993).
- Enrico Levi

Vocabolario etimologico della lingua italiana, Livorno, R. Giusti, 1914.
- Bruno Migliorini - Aldo Duro

Prontuario etimologico della lingua italiana, Torino, Paravia, 1950 (2ª ed. 1953; 3ª ed. 1958).
- Carlo Battisti - Giovanni Alessio

Dizionario etimologico italiano (DEI), 5 voll., Firenze, G. Barbera, 1950-57.
- Angelico Prati

Vocabolario etimologico italiano (VEI), Milano, Garzanti, 1951 (2ª ed. 1970).
- Dante Olivieri

Dizionario etimologico italiano, Milano, Ceschina, 1953 (2ª ed. 1961).
- Salvatore Battaglia

Grande dizionario della lingua italiana, 21 voll., Torino, UTET, 1961-2002.
- Giacomo Devoto

Avviamento alla etimologia italiana. Dizionario etimologico, Firenze, Le Monnier, 1966.
- Max Pfister - Wolfgang Schweickard

Lessico etimologico italiano (LEI), Wiesbaden, Reichert, 1979 e sgg.
- Manlio Cortelazzo - Paolo Zolli

Dizionario etimologico della lingua italiana (DELI), 5 voll., Bologna, Zanichelli, 1979-88 (2ª ed., in un vol., 1999; ed.  minore, in un vol., 2004).
- Tristano Bolelli

Dizionario etimologico della lingua italiana, Milano, TEA, 1989 (2ª ed. 1994).
- Manlio Cortelazzo - Carla Marcato

Dizionario etimologico dei dialetti italiani, Torino, UTET, 1992.
- Barbara Colonna

Dizionario etimologico della lingua italiana, Roma, Newton & Compton, 1997.
- Tullio De Mauro - Marco Mancini

Dizionario etimologico Garzanti, Milano, Garzanti, 2000.
- Alberto Nocentini (con la collaborazione di Alessandro Parenti)

L'Etimologico. Vocabolario della lingua italiana (EVLI), Milano, Le Monnier, 2010.

### Latino – lingue romanze
- Wilhelm Meyer-Lübke

Romanisches Etymologisches Wörterbuch (REW), Heidelberg, C. Winter, 1911-20 (4ª ed. 1968).
- Friedrich Christian Diez

Etymologisches Wörterbuch der romanischen Sprachen (EWRS)

#### Latino
- Alois Walde (riveduto da Johann Baptist Hofmann a partire dalla 3ª ed., 1938-54, in 2 voll.)

Lateinisches etymologisches Wörterbuch, Heidelberg, C. Winter, 1906 (ristampa 2007-08, in 3 voll.).
- Thomas George Tucker

A Concise Ethymological Dictionary of Latin, Halle, M. Niemeyer, 1931.
- Alfred Ernout - Antoine Meillet

Dictionnaire étymologique de la langue latine. Histoire des mots (DELL), Parigi, C. Klincksieck, 1932 (4ª ed., 1959-60, in 2 voll.).
- Michiel de Vaan

Etymological dictionary of Latin and the other Italic languages, Leida, Brill, 2008.

##### Latino protoromanzo
- Éva Buchi - Wolfgang Schweickard (dir.)

Dictionnaire étymologique roman (DÉRom), Nancy, ATILF, http://www.atilf.fr/DERom.

#### Francese
- Alain Rey

Dictionnaire historique de la langue française, 2 voll., Parigi, Le Robert, 1992 (4ª ed. 2016 in 3 voll.).
- Emmanuèle Baumgartner - Philippe Ménard

Dictionnaire étymologique et historique de la langue française, Parigi, Livre de Poche, 1996.
- Jacqueline Picoche

Dictionnaire étymologique du français, Parigi, Le Robert, 1971.
- Albert Dauzat - Jean Dubois - Henri Mitterand

Nouveau dictionnaire étymologique et historique, 2ª ed., Parigi, Larousse, 1964 (1ª ed. 1938, col titolo Dictionnaire étymologique et historique) (continuamente ristampato)
- Oscar Bloch – Walther von Wartburg

Dictionnaire étymologique de la langue française, 2 voll., Parigi, PUF, 1932 (2ª ed., 1950; continuamente ristampato).
- Walther von Wartburg - Hans-Erich Keller

Französisches etymologisches Wörterbuch. Eine Darstellung des gallormanischen Sprachschatzes (FEW), 25 voll., Bonn, Klopp; Heidelberg, C. Winter; Lipsia–Berlino, Teubner; Basilea, R. G. Zbinden, 1922-67.
- Ernst Gamillscheg

Etymologisches Wörterbuch der französischen Sprache (EWfS),  Heidelberg, C. Winter, 1926-29 (2ª ed., 1969).

#### Friulano
- Alberto Zamboni - Franco Crevatin (et al.)

Dizionario etimologico storico friulano (DESF), (I: A-Ca; II: Ce-Ezzitâ), Udine, Casamassima, 1984-87 (incompiuto).

#### Siciliano
- Alberto Varvaro

Vocabolario storico-etimologico del siciliano, 2 voll., Palermo, CSFLS, 2014

#### Piemontese
- Giuseppe Dal Pozzo

Glossario etimologico piemontese, Torino, Casanova, 1888 (2ª ed. 1893).
- Attilio Levi

Dizionario etimologico del dialetto piemontese, Torino, G.B. Paravia, 1927.
- Anna Cornagliotti (et al.)

Repertorio etimologico piemontese (REP), Torino, Centro studi piemontesi, 2015.

#### Portoghese
- Antonio Geraldo da Cunha

Dicionário etimológico da língua portuguesa, Rio de Janeiro, Nova Fronteira, 1982 (continuamente ristampato).
- J.P. Machado

Dicionário etimológico da língua portuguesa, 3ª ed., 5 voll., Lisbona, 1977 (1ª ed. 1952).

#### Romancio
- Alexi Decurtins - Legat Anton Cadonau

Niev vocabulari romontsch sursilvan-tudestg (NVR), Coira, Cadonau-Decurtins, 2001.
- Rut Bernardi - Alexi Decurtins - Wolfgang Eichenhofer

Handwörterbuch des Rätoromanischen, 3 voll., Zurigo, Offizin, 1994.
- Robert von Planta e altri

Dicziunari rumantsch grischun (DRG), 14 voll., Societad Retorumantscha, 1939- (incompiuto).

#### Sardo
- Max Leopold Wagner

Dizionario etimologico sardo (DES), 3 voll., Heidelberg, C. Winter, 1960-64 (riedito in 2 voll., a cura di Giulio Paulis, Nuoro, Ilisso, 2008).
- Massimo Pittau

Dizionario della lingua sarda fraseologico ed etimologico (DILS), 2 voll., Cagliari, E. Gasperini, 2000-03.

#### Spagnolo
- Edward A. Roberts

A comprehensive etymological dictionary of the Spanish language with families of words based on Indo-European roots, 2 voll., Xlibris, 2014.
- Michel Bénaben

Dictionnaire étymologique de l'espagnol, Parigi, Ellipses, 2000
- Guido Gómez de Silva

Elsevier’s concise Spanish etymological dictionary, Amsterdam–Nuova York, Elsevier Sciences, 1985
- Joan Corominas – José A. Pascual

Diccionario crítico etimológico castellano y hispánico (DCEC), 6 voll., Madrid, Gredos, 1980-91
- Joan Coromines

Breve diccionario etimológico de la lengua castellana (BDELC), Madrid, Gredos, 1961 (3ª ed. riveduta, 1973; continuamente ristampato).

#### Catalano
- Antoni M. Alcover - Francesc de B. Moll

Diccionari català-valencià-balear, Palma, Moll, 1930-1968, 10 voll. (dizionario descrittivo con informazione etimologica)
- Joan Coromines

Diccionari etimològic i complementari de la llengua catalana, 10 voll., Barcelona, Curial, 1980-2001,

### Lingue celtiche
- Ranko Matasović

Etymological dictionary of Proto-Celtic, Leida, Brill, 2009

#### Bretone
- Albert Deshayes

Dictionnaire étymologique du breton, Douarnenez, Le Chasse-Marée, 2003

#### Gaelico scozzese
- Alexander MacBain

An Etymological Dictionary of the Gaelic Language, Inverness, The Northern Counties Printing and Publishing, 1896 (2ª ed., Stirling, E. MacKay, 1911; rist. Glasgow, Gairm Publications, 1982).
- John Jamieson

An Etymological Dictionary of the Scottish Language (1808, riveduto 1879-97).

#### Irlandese
- Joseph Vendryes

Lexique étymologique de l'irlandais ancien, Parigi, Dublino Institute for Advanced Studies / CNRC Éditions, 1959 (incompiuto).

### Lingue germaniche
- Guus Kroonen

Etymological Dictionary of Proto-Germanic, Leida, Brill, 2013.
- Vladimir Orel

A Handbook of Germanic Etymology, Leida, Brill, 2003.

#### Lingue scandinave
- Hjalmar Falk – Alf Torp

Etymologisk ordbog over det norske og det danske sprog, Oslo, Kristiania, 1910-11 (rist. col titolo Norwegisch-dänisches etymologisches Wörterbuch, Heidelberg, C. Winter, 1960).
- Birgitta Ernby

Norstedts etymologiska ordbok, Stoccolma, Norstedts Förlag, 2008. (svedese)

#### Inglese
- Robert K. Barnhart – Sol Steinmetz

Barnhart Dictionary of Etymology, Bronx, Nuova York, H. W. Wilson, 1988 (rist. col titolo Chambers Dictionary of Etymology).
- Terry F. Hoad

The Concise Oxford Dictionary of English Etymology, Oxford, Oxford University Press, 1986.
- Ernest Klein

A Comprehensive Etymological Dictionary of the English Language, 2 voll., Amsterdam, Elsevier, 1966-67.
- C. T. Onions

The Oxford dictionary of English etymology (ODEE), Oxford, Clarendon Press, 1966.

#### Olandese
- Marlies Philippa - Frans Debrabandere - A. Quak - T. Schoonheim - Nicoline van der Sijs

Etymologisch woordenboek van het Nederlands (EWN), Amsterdam, Amsterdam University Press, 2003-09.
- Jan de Vries

Nederlands etymologisch woordenboek (NEW), Leida, Brill, 1971.

#### Tedesco
- Wolfgang Pfeifer (dir.)

Etymologisches Wörterbuch des Deutschen, 7ª ed., Monaco di Bavaria, dtv, 2004 (1ª ed. Berlino, Akademie Verlag, 1989 in 3 voll.).
- Sabine Krome

Wahrig, Herkunftswörterbuch, 5ª ed., fondato da Ursula Hermann, Gütersloh-Monaco di Bavaria, Wissenmedia, 2009.
- Gunther Drosdowsi - Paul Grebe (et al.)

Duden, Das Herkunftswörterbuch, 5ª ed., Berlino, Duden, 2013 (1ª ed. col titolo Etymologie. Herkunftswörterbuch der deutschen Sprache, Mannheim, 1963).
- Helmut Henne - Heidrun Kämper - Georg Objartel

Hermann Paul, Deutsches Wörterbuch. Bedeutungsgeschichte und Aufbau unseres Wortschatzes, 10ª ed., Tubinga, Niemeyer, 2002.
- Elmar Seebold

Kluge. Etymologisches Wörterbuch der deutschen Sprache, 25ª ed. riv., fondato da Friedrich Kluge, Berlino, de Gruyter, 2011 (1ª ed. 1883).

### Altre lingue

#### Albanese
- Kolec Topalli

Fjalor etimologjik i gjuhës shqipe, Durazzo, Jozef, 2017.
- Vladimir Orel

Albanian etymological dictionary, Leida, Brill, 1998.
- Eqrem Çabej

Studime etimologjike në fushë të shqipes, 7 voll., Tirana, Akademia et Shkencave e Republikës Popullore të Shqipërisë, Instituti i Gjuhësisë dhe i Letërsisë, 1976-2014.
- Gustav Meyer

Etymologisches Wörterbuch der albanesischen Sprache (EWAS), Lipsia, Trübner, 1891; ristampa Lipsia, Zentralantiquariat der Deutschen Demokratischen Republik, 1982.

#### Cinese
- Axel Schuessler

ABC etymological dictionary of Old Chinese, Honolulu, University of Hawaii Press, 2007.

#### Finlandese
- A.A. V.V.

Suomen sanojen alkuperä, 3 voll., Helsinki, Kotimaisten kielten tutkimuskeskus and Suomalaisen Kirjallisuuden Seura, 1992-2000 (vol. I, A-K, 1992; vol. II, L-P, 1995; vol. III, R-Ö, 2000).

#### Greco moderno
- Georgios Babiniotis

Ετυµολογικό λεξικό της νέας ελληνικής γλώσσας (= Dizionario etimologico della lingua neogreca), 2 voll., Atene, Κέντρο λεξικογραφίας, 2010.

#### Greco antico
- Robert S. P. Beekes

Etymological Dictionary of Greek, 2 voll., Leida, Brill, 2010.
- Pierre Chantraine

Dictionnaire étymologique de la langue grecque. Histoire des mots, 4ª ed. aggiornata da Jean Taillardat, Olivier Masson e Jean-Louis Perpillou,  2 voll., Parigi, Klincksieck, 1994 (1ª ed. 1968).
- Hjalmar Frisk

Griechisches etymologisches Wörterbuch, 3 voll., Heidelberg, C. Winter, 1960-72.
- Johann Baptist Hofmann

Etymologisches Wörterbuch des Griechischen, Monaco di Bavaria, R. Oldenbourg, 1950 (rist. 1966).
- Émile Boisacq

Dictionnaire étymologique de la langue grecque, Heidelberg, C. Winter; Parigi, Klincksieck, 1907-14  (4ª ed. Heidelberg, C. Winter, 1950).
- G. Jucquois - B. Devlamminck

Compléments aux Dictionnaires étymologiques du grec ancien, I (A-K), Lovanio, 1977.

#### Lituano
- Ernst Fraenkel - Annemarie Slupski - Erich Hofmann - Eberhard Tangl

Litauisches etymologisches Wörterbuch (LEW), 2 voll., Heidelberg, C. Winter; Gottinga, Vandenhoeck & Ruprecht, 1962-65

#### Polacco
- Aleksander Brückner

Słownik etymologiczny języka polskiego, 1ª ed., Cracovia, Krakowska Spółka Wydawnicza, 1927 (ristampato molte volte dalla casa editrice Wiedza Powszechna: 1957, 1970, 1974, 1985, 1989, 1993, 1998, 2000).
- Franciszek Sławski

Słownik etymologiczny języka polskiego, tomi 1-5 (A-Ł), Cracovia, Towarzystwo Miłośników Języka Polskiego, 1952-82 (incompiuto).
- Andrzej Bańkowski

Etymologiczny słownik języka polskiego, tomi 1-2 (A-P), Varsavia, PWN, 2000 (incompiuto).
- Wiesław Boryś

Słownik etymologiczny języka polskiego, Cracovia, Wydawnictwo Literackie, 2005.
- Krystyna Długosz-Kurczabowa

Wielki słownik etymologiczny języka polskiego, Varsavia, Wydawnictwo Naukowe PWN, 2003.
- Izabela Malmor

Słownik Etymologiczny Języka Polskiego, Park Wydawnictwo, 2009.

#### Russo
- Vladimir Orel (riveduto da Vitaly Shevoroshkin e Cindy Drover-Davidson)

Russian etymological dictionary, 4 voll., Calgary (Canada), Octavia Press (I-III) e Theophania Publishing (IV), 2007-2011.
- Terence Wade

Russian etymological dictionary, Bristol, Bristol Classical Press, 1996.
- Max Vasmer

Russisches etymologisches Wörterbuch, 3 voll., Heidelberg, C. Winter, 1953-58. (valido per tutte le lingue slave)

#### Turco
- Sevan Nişanyan

Sözlerin soyağacı. çağdaş Türkçenin etimolojik sözlüğü, Beyoğlu, Adam, 2002.

### Famiglie linguistiche

#### Lingue afro-asiatiche
- Vladimir Orel – Olga V. Stolbova

Hamito-Semitic etymological dictionary. Materials for a reconstruction, Leida, Brill, 1995

#### Lingue altaiche
- Sergei Starostin – Anna Dybo – Oleg Mudrak

Etymological dictionary of the Altaic languages, Leida, Brill, 2003

#### Lingue amerinde
- Merritt Ruhlen e Joseph H. Greenberg

An Amerind Etymological e e

#### Lingue dravidiche
- Thomas D. Burrows - Murray Barnson Emeneau

A Dravidian etymological dictionary (DED), 2ª ed., Oxford, Munshirm Manoharlal / Clarendon Press, 1984 (1ª ed. 1961).

#### Lingue indoarie
- Manfred Mayrhofer

Etymologisches Wörterbuch des Altindoarischen (EWAia), 3 voll., Heidelberg, C. Winter, 1992-2001.
rifatto da:
- M. Mayrhofer

Kurzgefasstes etymologisches Wörterbuch des Altindischen, 3 voll., Heidelberg, C. Winter, 1956-77.

#### Lingue indoeuropee
- George E. Dunkel

Lexikon der indogermanischen Partikeln und Pronominalstämme (LIPP), Heidelberg, C. Winter, 2014.
- Dagmar S. Wodtko - Britta Irslinger - Carolin Schneider

Nomina im indogermanischen Lexikon (NIL), Heidelberg, C. Winter, 2008.
- Helmut Rix

Lexikon der indogermanischen Verben. Die Wurzeln und ihre Primärstammbildungen (LIV²), 2ª ed., Wiesbaden, Dr. Ludwig Reichert, 2001.
- James P. Mallory - Douglas Q. Adams

Encyclopedia of Indo-European Culture (EIEC), Londra-Chicago, Fitzroy Dearborn, 1997.
- Julius Pokorny

Indogermanisches etymologisches Wörterbuch (IEW), Berna-Monaco di Bavaria, Francke, 1949-59 (rist. 2005).
rifatto da:
- Alois Walde - J. Pokorny

Vergleichendes Wörterbuch der indogermanischen Sprachen, 3 voll., Berlino, de Gruyter, 1927-32 (rist. 1973).

#### Lingue uraliche
- Károly Rédei

Uralisches etymologisches Wörterbuch (UEW), 3 voll., Budapest e Wiesbaden, Akadémiai Kiadó / Harrassowitz, 1986-91.

### Etimologieglobali
- John D. Bengtson - Merritt Ruhlen

Global Etymologies

### Varie
- Piergiuseppe Scardigli - Teresa Gervasi

Avviamento all'etimologia inglese e tedesca, Firenze, Le Monnier, 1978.
- G. Alessio

Lexicon etymologicum. Supplem. ai Dizionari etimologici latini e romanzi. Indici, a cura di A. Landi, Napoli, L'Arte Tipogr., 1976, pp. XX-689. Ree.: Pisani «Paideia» 32, 1977, 157-158; André «Latomus» 37, 1978, 981-984, Leroy «RBPh» 56, 1978, 1041.
- B. Forssman

Etymologische Nachschlagewerke zum antiken Latein. Stand und Aufgaben, «Das Etym. Wörterbuch. Fragen der Konzeption und Gestaltung» hrsg. von A. Bammesberger, Regensburg, 1983, 49-73 (sui dizionari di Walde-Hofmann, Ernout-Meillet, ecc.).
- Mario Alinei

Origini delle lingue europee